# Art barroc italià

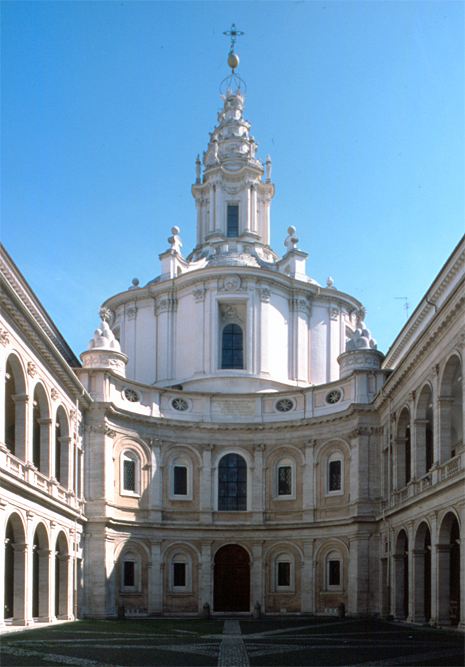
Santo Ivo alla Sapienza (Roma) de Francesco Borromini.

L'estil barroc italià té fonaments en els últims anys del segle xvi, però va néixer a Roma prop de la tercera dècada del segle xvii. El barroc és el terme utilitzat pels historiadors de l'art per indicar l'estil dominant del segle xvii. El seu significat original, de l'espanyol «barrueco» «d'irregular, tortuós, grotesc i sorprenent», ha estat àmpliament revisat.
No va ser, com es diu sovint erròniament, l'estil de la Contrareforma, i sobretot cal evitar avaluacions unidireccionals, ja que l'art barroc conté en el seu interior tendències molt diverses i de vegades contradictòries. El barroc es converteix en molt poc temps, gràcies a la seva exuberància, la seva teatralitat, els seus grans efectes i grandiloqüència prodigada a totes les superfícies i amb tot material, en estil tant de l'Església Catòlica i de les monarquies europees, que anavan cap a un absolutisme que necessitava, per expressar el seu poder, tota la pompa o magnificència possible.
Com va ser el cas a l'era del gòtic internacional, l'estil es va aplicar en quasi tot Europa, i es va convertir en el llenguatge en què la classe dominant reescriu la seva història passada -com en el cas de les grans famílies genoveses-, i traça les línies per al futur. A Roma, la renovació del centre de la ciutat va ser feta durant el pontificat d'Urbà VIII i després el d'Alexandre VII, una expressió de prestigi: Romaes va convertir en la primera ciutat que la seva estructura urbana reflectia, el seu paper polític, de les principals capitals europees. La plaça, un element arquitectònic que ja havien estat renovellada en clau monumental al segle xvi per Michelangelo Buonarroti -amb la formidable reordenació de la Piazza del Campidoglio-, es va convertir en la clau de qualsevol actualització. La Basílica de Sant Pere del Vaticà amb el complement berninià, Piazza Navona amb l'església de Borromini i la font de Bernini, Piazza del Popolo amb les seves tres vies, -Ripetta, Lata, del Babbuino- i el seu obelisc, es van convertir en el prototip de la nova idea de la ciutat que s'irradiarà des d'aquí, a totes les grans capitals europees.